# Kardemom
Kardemom (Elettaria cardamomum) is een kruidachtige plant uit de gemberfamilie en is inheems in het zuiden van India. Het is ook bekend onder de naam groene kardemom.
In de keuken worden de zaden en vaak omwille van de prijs ook de zaaddozen gebruikt. Kardemom heeft een zoete, scherpe geur en smaakt naar bergamot, citroen en kamfer.
Kardemom wordt onder andere in koek (speculaas), gebak, toetjes (bijvoorbeeld havermoutpap) en curry's toegepast. Het eten van kardemom zou een gunstige uitwerking hebben op maagklachten. Daarnaast zou het de eetlust bevorderen en heeft het een zuiverende werking op de adem. Het wordt veel gebruikt in spekkoek als groene kleurstof.

## Galerij

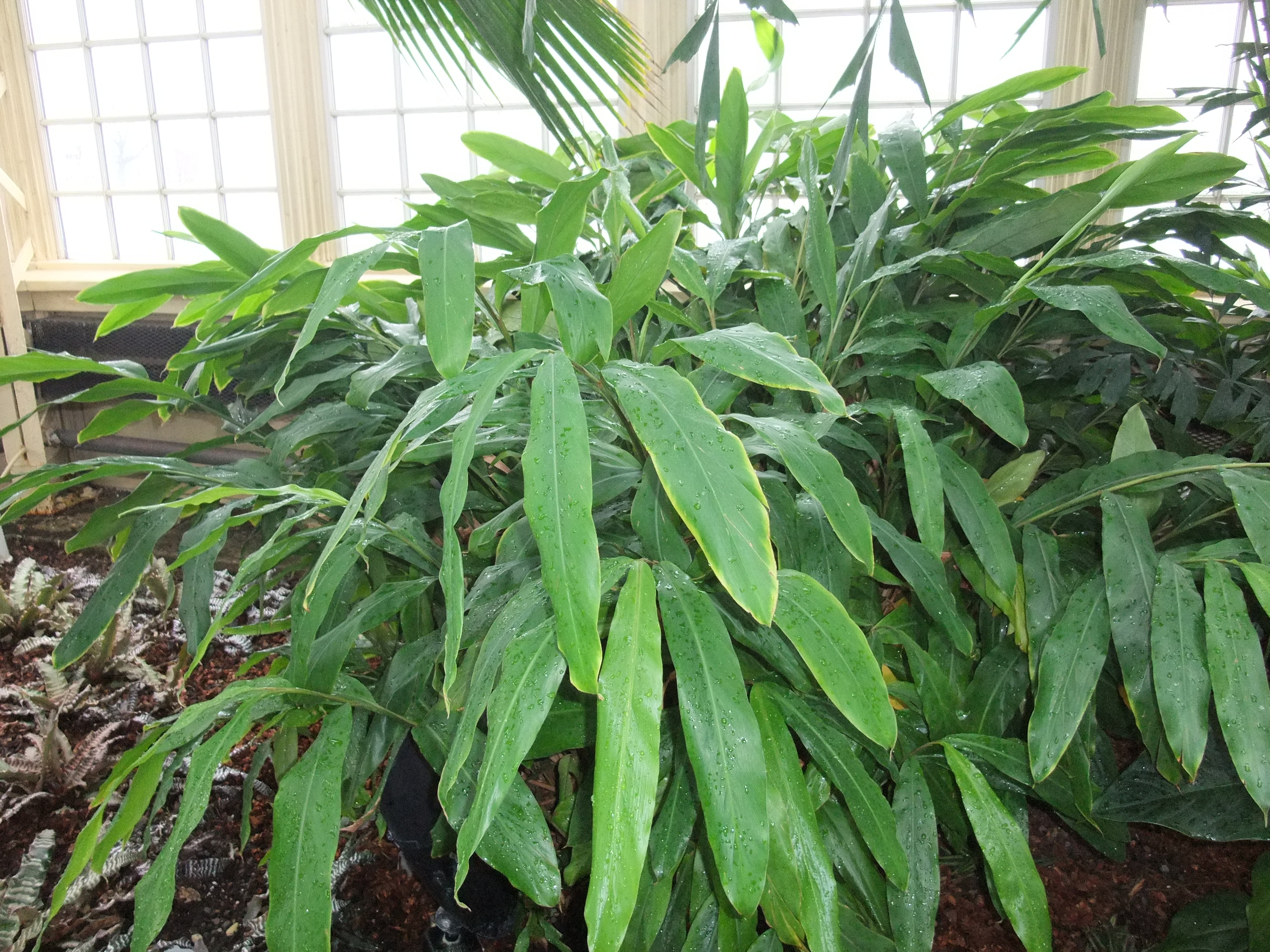
Planten
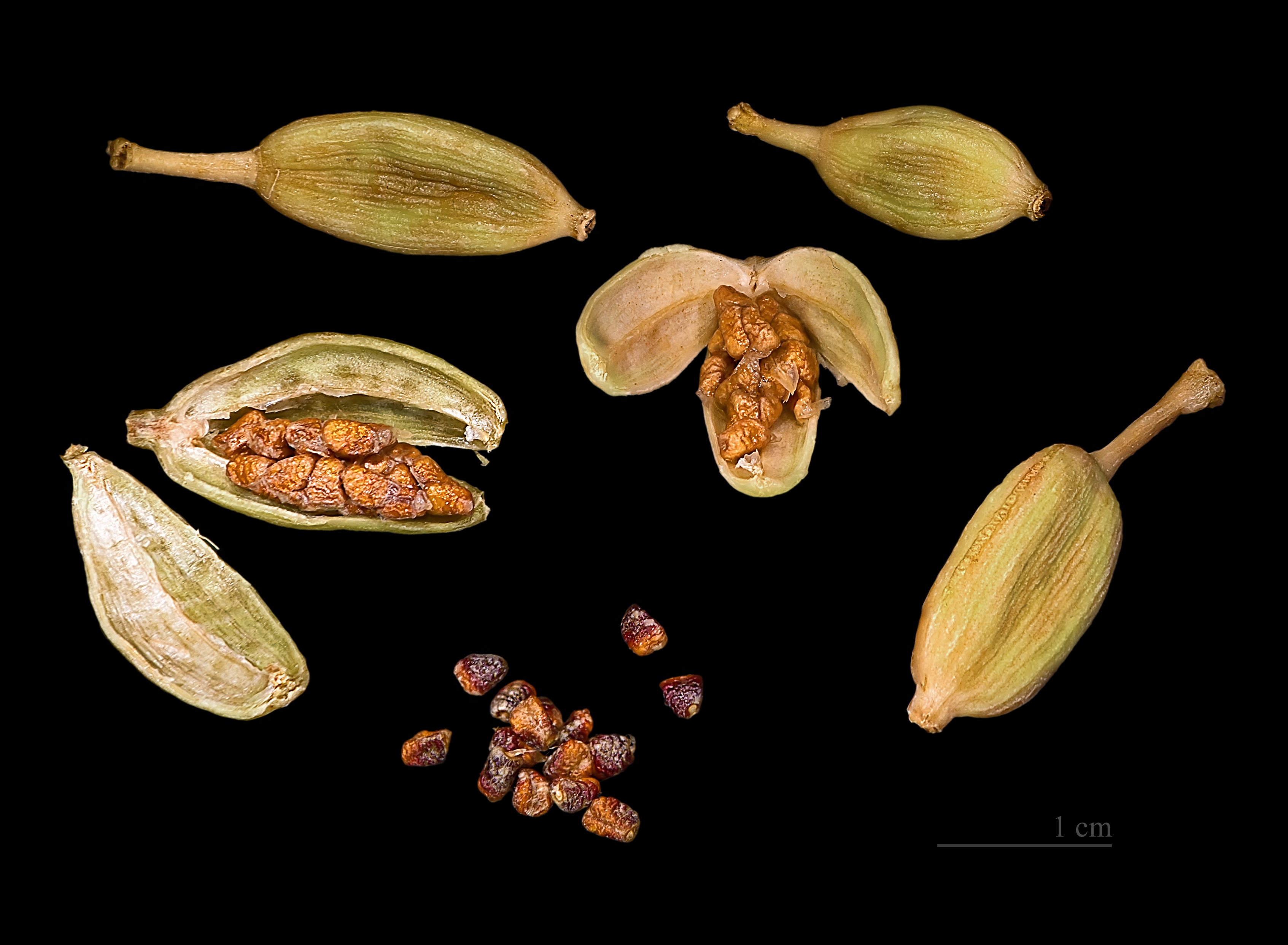
Zaaddozen en zaden